# Мискет плевенски
Мискет плевенски е червен десертен сорт грозде. Селектиран е в България чрез кръстосването на сортовете Перл дьо Ксаба и Хамбургски мискет през 1962 г. в Института по лозарство и винарство – град Плевен от К.Стоев, Й.Иванов, З.Занков и В.Вълчев. Утвърден е като нов сорт през 1969 г. Разпространен е слабо във всички райони на страната.
Известен е и с имената: Мускат дьо Плевен, Мускат плевенски.
Лозите са с умерен до силен растеж. Ранозреещ сорт: гроздето узрява през първата половина на август. Сортът е чувствителен на мана и оидиум, а поради ниската си студоустойчивост се препоръчва да се отглежда приземна формировка. Устойчив е на сиво гниене. Високодобивен сорт: добива от лоза е 3,9 кг, а от декар 1158 кг.
Гроздът е средно голям (360 г.), коничен, понякога с едно крило, полусбит до сбит. Зърната са средно едри, овални, с крехка, тъмносиня до черна кожица и месесто-сочна консистенция.
Използва се за прясна консумация. Гроздето е с много добра транспортабилност. Захарното съдържание в гроздето в технологична зрялост е 17,1 %, а титруемите киселини са 6,8 г/л.